# Birmingham (Anderlecht)
Pour les articles homonymes, voir Birmingham (homonymie).
Birmingham est un quartier de la commune d'Anderlecht (Région de Bruxelles-Capitale). Il se situe au nord-est de la commune.
Le quartier est petit en superficie et une grande majorité de celle-ci est occupée par des industries. Au nord, on trouve le Birmingham Palace.